# Saar-vidék vasútvonalainak listája

Németország tartományai

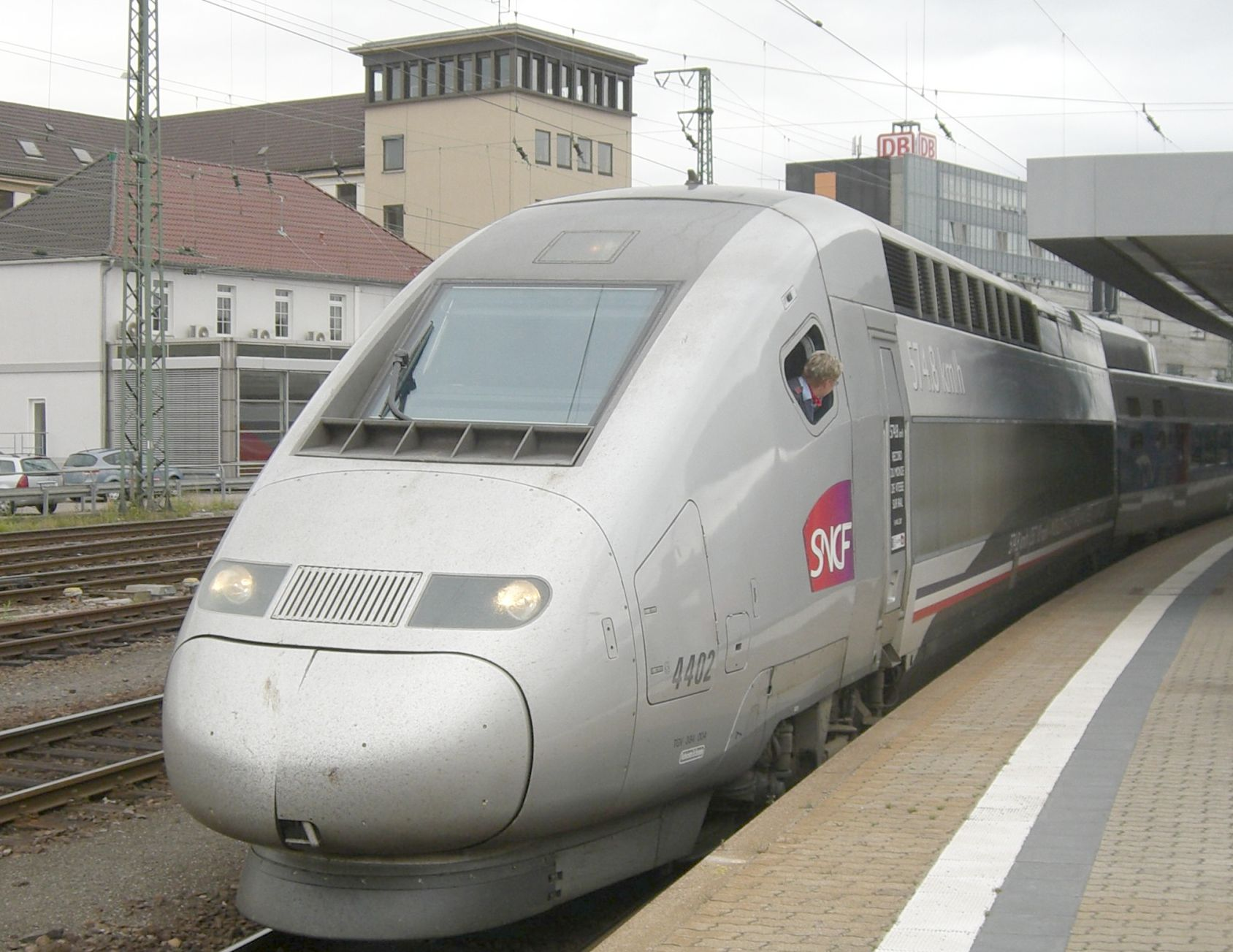
A Párizs-Frankfurt TGV motorvonat Saarbrücken állomáson

Ez a lista a németországi Saar-vidék tartomány vasútvonalait sorolja fel ábécé sorrendben. A lista nem teljes.

## Vasútvonalak
- Bliestal-vasútvonal
- Fischbachtal-vasútvonal
- Forbacher-vasútvonal
- Glantal-vasútvonal
- Hochwald-vasútvonal
- Homburg–Neunkirchen-vasútvonal
- Lebach–Völklingen-vasútvonal
- Ludwigshafen–Saarbrücken-vasútvonal
- Merzig–Bettelainville-vasútvonal
- Merzig-Büschfelder-vasútvonal
- Nahetal-vasútvonal
- Neunkirchen–Neunkirchen-Heinitz-vasútvonal
- Niedtal-vasútvonal
- Ottweiler–Schwarzerden-vasútvonal
- Pfälzische Ludwigsbahn-vasútvonal
- Pirmasens–Saarbrücken-vasútvonal
- Primstal-vasútvonal
- Rosseltal-vasútvonal
- Saarbrücken–Sarreguemines-vasútvonal
- Saarbrücken–Neunkirchen-vasútvonal
- Saarbrücken–Von der Heydt-vasútvonal
- Saarstrecke-vasútvonal
- Schwarzbachtal-vasútvonal
- St. Wendel–Tholey-vasútvonal
- Thionville–Trier-vasútvonal
- Türkismühle–Kusel-vasútvonal
- Völklingen–Thionville-vasútvonal
- Westrich-vasútvonal
- Hornbach-vasútvonal